# Chukhrovita-(Ca)
La chukhrovita-(Ca) és un mineral de la classe dels halurs que pertany al grup de la chukhrovita. Rep el nom en honor de Fedor Vasil'evich Chukhrov, i pel fet de ser l'anàleg de calci de la chukrovita-(Ce).

## Característiques
La chukhrovita-(Ca) és un halur de fórmula química Ca₃Ca₁.₅Al₂(SO₄)F₁₃(H₂O)₁₂. Va ser aprovada com a espècie vàlida per l'Associació Mineralògica Internacional l'any 2011. Cristal·litza en el sistema isomètric. La seva duresa a l'escala de Mohs és 3,5. És una espècie molt propera a la meniaylovita.

## Formació i jaciments
Va ser descoberta a la mina Val Cavallizza, situada a la localitat de Cavagnano, a Cuasso al Monte, dins la província de Varese (Llombardia, Itàlia). També ha estat descrita a la mina Christiana, a Àtica (Grècia), a la mina Uranus, a Saxònia (Alemanya) i a Waitschach, a Caríntia (Alemanya). Aquests quatre indrets són els únics de tot el planeta on ha estat descrita aquesta espècie mineral.